# Lasius exulans
Lasius exulans är en myrart som beskrevs av Fabricius 1804. Lasius exulans ingår i släktet Lasius och familjen myror. Inga underarter finns listade i Catalogue of Life.